# Hawaje (archipelag)
Hawaje (haw. Mokupuni o Hawaiʻi; ang. Hawaii, dawniej: Sandwich Islands) – archipelag pochodzenia wulkanicznego w Polinezji na Oceanie Spokojnym.
Niemal całe Hawaje są jednym z amerykańskich stanów (liczącym 1,2 mln mieszkańców, o powierzchni ok. 28,3 tys. km²). Jedynie atol Midway, leżący w północno-zachodniej części archipelagu, nie należy do stanu Hawaje.

## Historia

### Królestwo Hawajów
Hawaje zostały zaludnione w IV wieku przez Polinezyjczyków z Tahiti, którzy dotarli tutaj po mniej więcej 4 wiekach wypraw podejmowanych śladami lecących w tym kierunku ptaków. Dla Europy odkryte zostały przez Jamesa Cooka w 1778. Początkowo Polinezyjczycy potraktowali Cooka jak bóstwo, które przybyło do nich na ogromnym statku. Kiedy jednak Cook opuścił wyspę i musiał na nią powrócić po parodniowym sztormie, uznali, że jest to świadectwo tego, iż nie jest on bogiem. Podczas zbrojnego starcia zginęli wtedy Cook i kilku jego marynarzy.
Rządy rodów arystokratycznych pojawiły się na Hawajach na długo przed przybyciem Europejczyków, jednakże istnienie skonsolidowanego królestwa datuje się od 1796 roku, kiedy władzę na Hawajach objął król Kamehameha I. W czasach tych w kulturze europejskiej wyspy hawajskie funkcjonowały pod dwiema nazwami: Wyspy Sandwich (nazwa nadana archipelagowi w 1778 roku przez Jamesa Cooka) i Hawaje (nazwa lokalna, od największej wyspy, Hawaiʻi). W roku 1810 po zjednoczeniu się wysp Oʻahu, Maui, Molokaʻi, Lānaʻi i Hawaiʻi powstało królestwo. W 1840 roku przyjęto na wyspach pierwszą konstytucję wzorowaną na prawach brytyjskich i amerykańskich. Gwarantami suwerenności państwa były Stany Zjednoczone, Francja i Wielka Brytania.
W latach 1852, 1864 i 1887 uchwalano kolejne konstytucje. Od 1840 królestwo posiadało parlament. Administracyjnie państwo dzieliło się na 4 prowincje: Kauaʻi, Oʻahu, Maui i Hawaiʻi.
W 1851 roku król Kamehameha III powierzył pieczę nad swym królestwem Stanom Zjednoczonym. W 1887 roku USA uzyskały prawo do wybudowania portu w zatoce Pearl Harbor. W 1893 roku miejscowa ludność amerykańska obaliła rządy królowej Liliʻuokalani i ustanowiła rządy republikańskie.

#### Republika Hawajów
Republika Hawajów istniała w latach 1894–1898. Republikę proklamowano 4 lipca 1894. 7 lipca 1898 kraj został zajęty przez Stany Zjednoczone. 12 sierpnia 1898 ogłoszono oficjalnie aneksję kraju (od 1959 Hawaje są 50. stanem USA). Jedynym prezydentem republiki był Sanford Dole.

#### Królowie Hawajów
Dynastia Kamehameha
- Kamehameha I (1795–1819)
- Kamehameha II (1819–1824)
- Kamehameha III (1825–1854)
- Kamehameha IV (1854–1863)
- Kamehameha V (1863–1872)

Dynastia Kalākaua
- William C. Lunalilo (1873–1874)
- David Kalākaua (1874–1891)
- Lydia Liliʻuokalani (1891–1893)

## Warunki naturalne

### Wyspy

#### Główne wyspy
| Wyspa      | Powierzchnia | Najwyższy punkt | Wysokość | Populacja (2000) | Gęstość zaludnienia |
| ---------- | ------------ | --------------- | -------- | ---------------- | ------------------- |
| Hawaiʻi    | 10 432,5 km² | Mauna Kea       | 4205 m   | 148 677          | 14 os./km²          |
| Maui       | 1883,4 km²   | Haleakalā       | 3055 m   | 117 644          | 62 os./km²          |
| Kahoʻolawe | 115,5 km²    | Puʻu Moaulanui  | 452 m    | 0                | 0 os./km²           |
| Lānaʻi     | 363,9 km²    | Lānaʻihale      | 1026 m   | 3193             | 9 os./km²           |
| Molokaʻi   | 673,4 km²    | Kamakou         | 1512 m   | 7404             | 11 os./km²          |
| Oʻahu      | 1545,3 km²   | Kaʻala          | 1220 m   | 905 266          | 586 os./km²         |
| Kauaʻi     | 1430,5 km²   | Kawaikini       | 1598 m   | 58 303           | 41 os./km²          |
| Niʻihau    | 180 km²      | Pānīʻau         | 381 m    | 230              | 1,2 os./km²         |

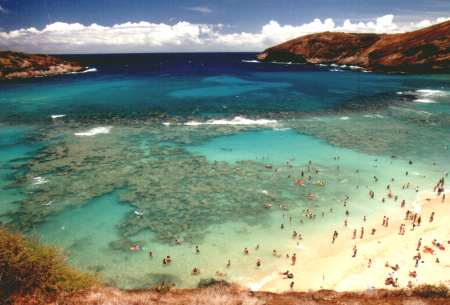
Hanauma Bay na Oʻahu

Archipelag obejmuje 8 głównych wysp (Hawaiʻi, Oʻahu, Kauaʻi, Molokaʻi, Lānaʻi, Maui, Niʻihau i Kahoʻolawe) leżących na wschodzie, mniejsze przybrzeżne wysepki (jak Lehua, Kaʻula czy Molokini), oraz Północno-Zachodnie Wyspy Hawajskie – kilkanaście wysp i skał oraz gór podwodnych. Ciągnie się on na długości 2400 km od wyspy Hawaiʻi na południowym wschodzie po Atol Kure na północnym zachodzie. Poza wyspami Midway, stanowiącymi terytorium zamorskie Stanów Zjednoczonych, pozostała część archipelagu stanowi stan Hawaje.

### Budowa geologiczna
Archipelag Hawajski stanowi wystający ponad fale Oceanu fragment Grzbietu Hawajskiego, w całości utworzony dzięki podmorskiej działalności wulkanicznej. Największymi wulkanami są: Mauna Kea, Mauna Loa, Kīlauea, Hualālai, Haleakalā oraz wiele mniejszych, częściowo drzemiących, a częściowo wygasłych.

### Klimat
W całości zwrotnikowy morski. Średnie temperatury w lutym wahają się od 20 do 24 °C, a w sierpniu od 24 do 29 °C. Roczne opady od 300 do 400 mm na stokach południowych i zachodnich, do 3500-4000 mm na stokach północnych i wschodnich (12000 mm na Kauaʻi).

### Fauna i flora
Roślinność została tu przeniesiona w postaci nasion unoszonych w chmurach, przez silne, wiejące tutaj wiatry znad kontynentu. Jest tu wiele roślin i zwierząt (zwłaszcza ptaków), które wyewoluowały stając się odrębnymi gatunkami. Przybycie ludzi na archipelag doprowadziło do wyginięcia wielu przedstawicieli endemicznej fauny. Rolę dużych roślinożerców pełniły duże nielotne kaczki o kształcie i trybie życia gęsi, nazwane moa-nalo, które wymarły po przybyciu Polinezyjczyków na wyspy. Dużymi drapieżnikami były bieliki, małymi zaś sowy. Nielotne ibisy (Apteribis) pełniły funkcję dużych owadożernych. Występowały też wszystkożerne i nielotne chruściele. Ptaki te zostały wytępione przez ludzi, zginęły wskutek wylesiania lub zostały zjedzone przez psy, świnie, szczury.
Roślinność stanowią lasy wiecznie zielone z zaroślami palmowymi.

## Demografia

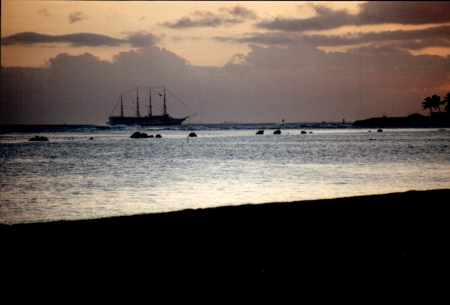
Oʻahu

Osoby pochodzące z Azji stanowią 37,6% populacji wysp, osoby białe 25,5%, 24,4 % osób identyfikuje się z dwoma lub więcej kategoriami rasowo etnicznymi, a 10,1% mieszkańców archipelagu identyfikuje się jako rdzenni Hawajczycy albo pochodzący z innych wysp Oceanu Spokojnego. Jako osoby czarne lub Afroamerykanie identyfikuje się 2,2 %, a jako rdzenni Amerykanie i mieszkańcy Alaski 0,4%. Ponad 72% ludności skupia się na wyspie Oʻahu. Główne miasta to: Honolulu (stolica), Hilo i Kailua.

## Gospodarka
Podstawą gospodarki Hawajów jest obsługa ruchu turystycznego (co roku do wybrzeży przybija około 2 tys. statków) i licznych baz wojskowych. Ponadto wysoko rozwinięte rolnictwo, głównie uprawa ananasów, kawy, bananów, kwiatów i warzyw, hodowla bydła i rybołówstwo. Od 1835 funkcjonował przemysł cukrowniczy. Na potrzeby plantacji sprowadzano na Hawaje pracowników z rozmaitych stron świata; tubylców zdziesiątkowały bowiem choroby przywleczone tutaj przez przybyszów. Ponadto rozwinięte gałęzie przemysłu to:
- owocowy
- cementowy
- odzieżowy
- poligraficzny
- metalowy
- petrochemiczny

Hawaje leżą na przecięciu szlaków lotniczych i morskich z Ameryki Północnej do Australii i Azji. Między wyspami dobrze rozwinięta jest komunikacja lotnicza.
Średnie zarobki na archipelagu to 28 221$, z czego najwięcej (75 992$) przypada na miasteczko Kapalua.

## Militaria
Na wyspach znajdują się strategiczne bazy: marynarki wojennej, US Air Force oraz piechoty morskiej, istnieją także: naziemna stacja kontrolna należącego do Departamentu Obrony systemu nawigacji satelitarnej GPS, stacje łączności satelitarnej i nasłuchu elektronicznego. Mała bezludna wyspa Kahoʻolawe jest od lat intensywnie ostrzeliwanym poligonem dla lotnictwa, marynarki i Marines. Największą z nich jest obecnie baza Joint Base Pearl Harbor-Hickam.

## Nauka
Położenie Hawajów – bardzo odległych od metropolii powodujących zanieczyszczenie światłem nieba – sprawiło, że jest to jeden z głównych ośrodków obserwacji astronomicznych na świecie. Na wyspie Big Hawai na szczycie Mauna Kea znajduje się zespół obserwatoriów astronomicznych, z jednymi z największych na świecie teleskopami optycznymi bliźniaczymi Keck I i Keck II, każdy o średnicy zwierciadła 10 m.

## Galeria

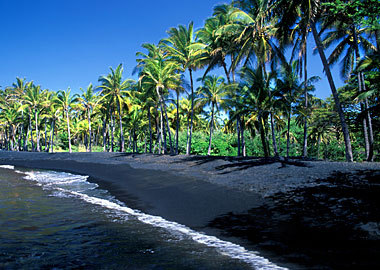
Big Island, Punaluʻu Beach Park